# Magnetorresistencia colosal
La magnetorresistencia colosal (MRC) es la propiedad de algunos materiales, principalmente óxidos con estructura de perovskita basados en el manganeso, que les permite cambiar considerablemente su resistencia eléctrica en presencia de un campo magnético
La magnetorresistencia de los materiales convencionales permite cambios en la resistencia de hasta un 5 %, pero los materiales que tienen como rasgo el MRC pueden demostrar cambios en la magnetorresistencia superiores a la convencional en órdenes de magnitud.
Aun no hay una explicación plausible para esta propiedad que se base en las teorías físicas actuales, incluyendo la magnetorresistencia convencional o el mecanismo de doble intercambio, siendo por ello el foco de una intensa actividad de investigación. La comprensión y la aplicación de MRC ofrecerá tremendas oportunidades para el desarrollo de nuevas tecnologías como las cabezas de lectura/escritura de disco para almacenamiento magnético de alta capacidad, y de la espintrónica.

## Historia
Inicialmente descubierto en las manganitas de perovskita de valencia mixta en los años cincuenta por G. H. Jonker y J. H. van Santen, se dio una primera descripción teórica en términos del mecanismo de doble intercambio. En este modelo, la orientación del spin de  momentos de los Mn adyacentes se asocia con el intercambio cinético de electrones eg. En consecuencia, la alineación de los spins de Mn por un campo magnético externo produce mayor conductividad. El trabajo experimental pertinente fue realizado por Volger, Wollan y Koehler, y posteriormente por Jirak et al. y Pollert et al.
Sin embargo, el modelo de doble intercambio no explicó adecuadamente la elevada resistividad aislante por encima de la temperatura de transición. En los años noventa, el trabajo de R. von Helmolt y et al. y Jin et al.  inició un gran número de estudios adicionales. Aunque todavía no se entiende completamente el fenómeno, hay una variedad de trabajos teóricos y experimentales que proporcionan una comprensión más profunda de los efectos relevantes.